# درایخورن
درایخورن (به لاتین: Dreieckhorn) یک کوه در سوئیس است که در کانتون وله واقع شده‌است. درایخورن ۳٬۸۱۱ متر بالاتر از سطح دریا واقع شده‌است.